# Nancy Kopell
Nancy Jane Kopell (* 8. November 1942 in New York City) ist eine US-amerikanische Mathematikerin, die sich mit Differentialgleichungen und deren Anwendungen in der Biologie beschäftigt.

## Leben
Kopell studierte an der Cornell University (Bachelor 1963) und wurde 1967 an der University of California, Berkeley, bei Stephen Smale promoviert (Commuting diffeomorphisms). Danach war sie Moore-Instructor am Massachusetts Institute of Technology (MIT) und war ab 1969 an der Northeastern University, wo sie 1978 eine volle Professur erhielt. Seit 1986 ist sie Professorin an der Boston University. Sie war Gastwissenschaftlerin am CNRS (1970), am MIT (1975 bis 1977) und am Caltech (1976). An der Boston University ist sie Ko-Direktorin des Center for Biodynamics. Sie war bis zu dessen Tod 2019 mit ihrem Fachkollegen Gabriel Stolzenberg verheiratet.
Kopell war Guggenheim und Sloan Research Fellow. 1983 war sie Invited Speaker auf dem Internationalen Mathematikerkongress (ICM) (Forced and coupled oscillators in biological applications) und 2002 auf dem ICM in Peking (Rhythms of the nervous system: mathematical themes and variations). 1990 erhielt sie eine McArthur Fellowship (sogenannter Genius Award). Sie war Kac Memorial Lecturer am Los Alamos National Laboratory. 1996 wurde sie in die National Academy of Sciences und in die American Academy of Arts and Sciences aufgenommen. 2006 erhielt sie den Weldon Memorial Prize. 2011 wurde sie Ehrenmitglied der London Mathematical Society. 1992 war sie Noether Lecturer und 2007 John von Neumann Lecturer. 2015 erhielt sie den Mathematical Neuroscience Prize. Sie ist Fellow der American Mathematical Society.
Kopell untersuchte Musterbildung in oszillierenden chemischen Reaktionen und die Bildung biodynamischer Rhythmen in neuronalen Netzwerken und bei der Bewegungskoordination von Lebewesen. Dabei benutzt sie Methoden der Theorie dynamischer Systeme wie die Theorie der Mittelungen, singuläre Störungstheorie, Theorie invarianter Mannigfaltigkeiten. Sie arbeitet eng mit Biologen zusammen.

## Schriften (Auswahl)
- We got rhythm: Dynamical Systems of the Nervous System. Notices AMS, Januar 2000. (ams.org)
- L. M. Kay, J. Beshel, J. Brea, C. Martin, D. Rojas-Líbano, N. Kopell: Olfactory oscillations: the what, how and what for. In: Trends Neurosci. Band 32, Nr. 4, Apr 2009, S. 207–214. doi:10.1016/j.tins.2008.11.008.
- A. Gelastopoulos, N. J. Kopell: Interactions of multiple rhythms in a biophysical network of neurons. In: J Math Neurosci. Band 10, Nr. 1, 17. Nov 2020, S. 19. doi:10.1186/s13408-020-00096-7.
- Amélie Aussel, Ian C Fiebelkorn, Sabine Kastner, Nancy J Kopell, Benjamin Rafael Pittman-Polletta: Interacting rhythms enhance sensitivity of target detection in a fronto-parietal computational model of visual attention. In: eLife. Band 12, 2023, S. e67684. doi:10.7554/eLife.67684.